# Vakuf
Vakuf (arabsko وقف, awqāf, turško vakıf) je institucija islamskega prava, ki se je razvijala od 11. do 19. stoletja  in je v mnogočem  podobna  fundaciji v evropskem pravu.
Vakuf je bil islamskem pravu dobrina, ki jo je neka oseba (vakif) po lastni volji izdvojila  iz svojega premoženja in jo predala Alahu, medtem ko so njeni prihodki služili ljudem. Vakuf v Koranu ni niti predpisan niti zaukazan, prerok Mohamed pa ga je v svojih pridigah kljub temu spodbujal. 
Dokument, ki opisuje vakuf, se imenuje vakufnama. Na koncu vsake vakufname je pripis »Preklet bodi tisti, ki bi na kakršen koli način oskrunil to moje dobro delo«.
Vakuf je bil sredstvo za spodbujanje gospodarskega, kulturnega, družabnega in civilizacijskega napredka družbe. Vakufi so v islamskem svetu odigrali pomembno vlogo v razvoju družbe in naselij, ker se je z njihovo pomočjo zgradilo veliko javnih zgradb.   
Prvi vakuf naj bi bil Omarjev, ki se je odrekel palmovega nasada z imenom Semg. Po izročilu naj bi pred tem Alahovemu odposlancu  rekel: »O, Alahov odposlanec, imam vrt, ki mi je zelo drag, vendar se mu želim odreči v javno dobro!« Poslanec je odgovoril: »Uvakufi nasad tako, da se ne bo mogel niti prodati niti podariti niti naslediti in da se bodo prihodki od njega uporabili v javno dobro!«